# لارا رابال
لارا رابال (انگلیسی: Lara Rabal؛ زادهٔ ۲ آوریل ۱۹۸۳) بازیکن فوتبال اهل اسپانیا است.